# Blaze Bayley
 (avril 2010).
Si vous disposez d'ouvrages ou d'articles de référence ou si vous connaissez des sites web de qualité traitant du thème abordé ici, merci de compléter l'article en donnant les références utiles à sa vérifiabilité et en les liant à la section « Notes et références ».
Pour les articles homonymes, voir Bayley.
Blaze Bayley (de son vrai nom Bayley Alexander Cooke), né le 29 mai 1963 à Birmingham (Angleterre), est un chanteur et parolier de heavy metal. Après avoir été membre de Childsplay, il est le chanteur du groupe Wolfsbane (de 1984 à 1993), qu'il quitte après la publication de leur troisième album. Mais il est surtout connu quand, la même année, il devient le chanteur du groupe Iron Maiden qui vient de perdre Bruce Dickinson, parti pour des projets en solo. Après son départ d'Iron Maiden, Bayley fonde son propre groupe portant son nom, toujours en activité. Avec ce groupe, il sort cinq albums studio et deux albums en concert.

## Wolfsbane, les débuts
Blaze Bayley commencé sa carrière de chanteur dans le groupe de Heavy Metal/Hard Rock Wolfsbane en 1984, basé dans la ville anglaise de Tamworth.
Wolfsbane fait notamment la première partie de la tournée britannique de Iron Maiden à la sortie de leur second album.
Blaze Bayley sorti trois albums studio avec son groupe avant de le quitter en 1993 pour passer l'audition chez Iron Maiden.

## Iron Maiden, l'intérim

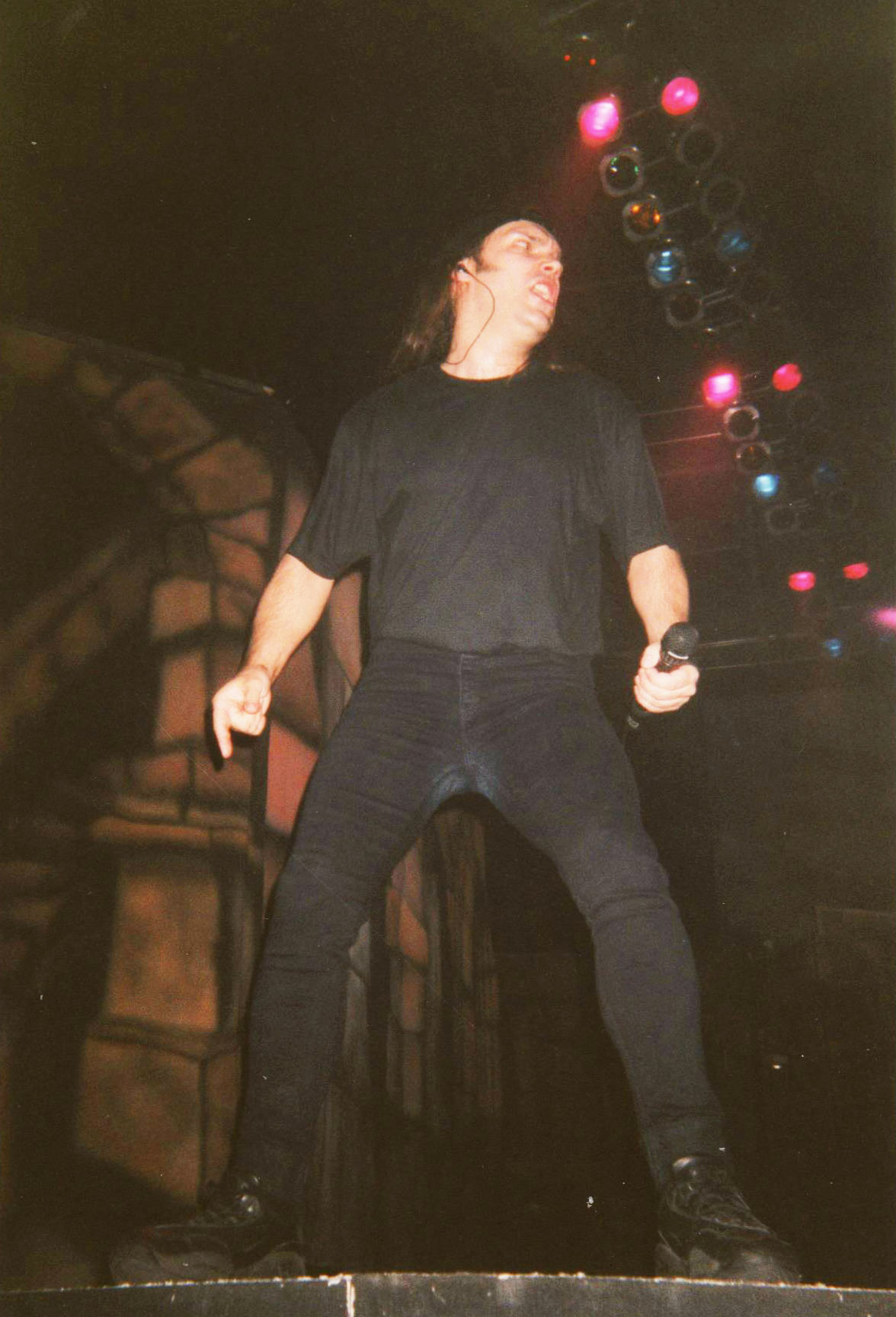
Iron Maiden -Blaze Bayley, Paris 1998

Après le départ de Bruce Dickinson qui souhaite faire une carrière solo, Iron Maiden cherche son remplaçant. Une centaine d'auditions plus tard, Blaze Bayley est engagé par le groupe. Mais ce nouveau chanteur est victime d'un accident de moto à son arrivée et est hospitalisé. Il est dans un état assez grave puisqu'il ne sait pas s'il pourra un jour courir à nouveau ou même marcher. Cependant, les nouvelles se veulent rassurantes et le groupe peut s'employer à sortir son dixième album studio : The X Factor, sorti à l'automne 1995. Les critiques sont mitigées du côté des journalistes et des fans qui ne se remettent pas du départ de Bruce Dickinson.
En 1998, le onzième album du groupe, Virtual XI, sort dans les bacs et l'accueil est encore plus compliqué. C’est en février 1999 que le groupe annonce le départ de Blaze Bayley et le retour tant attendu de Bruce Dickinson au sein d'Iron Maiden après le succès de sa carrière solo (en particulier, les deux derniers albums avec Adrian Smith). Blaze Bayley reste malgré tout en bons termes avec son ancienne formation.

## Blaze, la reconnaissance
Blaze Bayley forme son propre groupe nommé simplement Blaze. En 2000 sort l'album Silicon Messiah qui reçoit une bonne presse et un soutien de certains fans d'Iron Maiden qui le suivent. De nombreuses chansons comme Silicon Messiah, Stare at the Sun, Ghost in the Machine, The Brave... sont régulièrement interprété par le groupe. 
En 2002, le groupe sort Tenth Dimension et dans la foulée le premier live, As Live As It Gets, en 2003.
En 2004, est publié Blood & Belief, le troisième album studio du groupe. Il contient de très bonne chansons qui seront souvent jouées lors de ses concerts, comme Ten Seconds, Alive et Soundtrack of My Life.
Il faut ensuite attendre quatre années avant de voir naître un nouvel album. Le groupe ne s'appelle plus Blaze mais Blaze Bayley. Ainsi The Man Who Would Not Die fait son apparition : cet album est inspiré du chanteur lui-même qui a connu énormément de problèmes pour sortir cet album qui reçoit un très bon accueil de la presse.

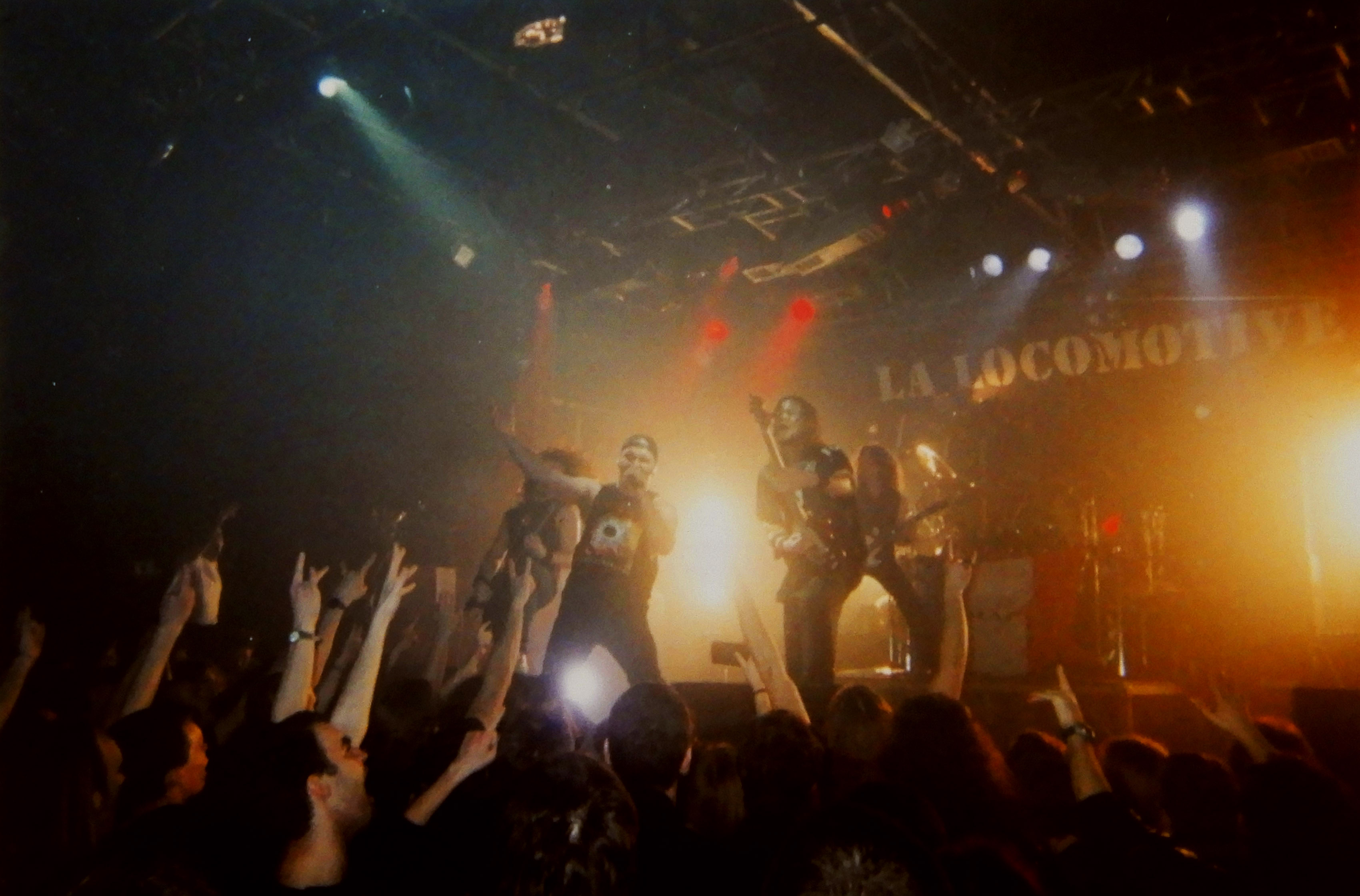
Blaze Bayley le 21 mars 2002 à la Locomotive Paris

En 2010, sort Promise and Terror, l'album le plus vendu du groupe, puis en 2012, King of Metal.
Blaze se produit ensuite sur scène avec les musiciens du groupe de heavy metal anglais Absolva.
En 2013; il fonde le groupe The Foundry avec le bassiste de Disturbed John Moyer. Ils sont rejoints en 2014 par le batteur de Twisted Sister et Adrenaline Mob A. J. Pero jusqu'à la mort de ce dernier en 2015. A noter que Blaze est très souvent invité par différents artistes, que ce soit pour un seul ou pour plusieurs titres, comme en 2012 pour Vessel (Introspective) ou pour John Steel (Freedom) en 2014.
Le 19 décembre 2020, Blaze Bayley annonce le titre de son album à paraître le 9 avril 2021 : War Within Me.

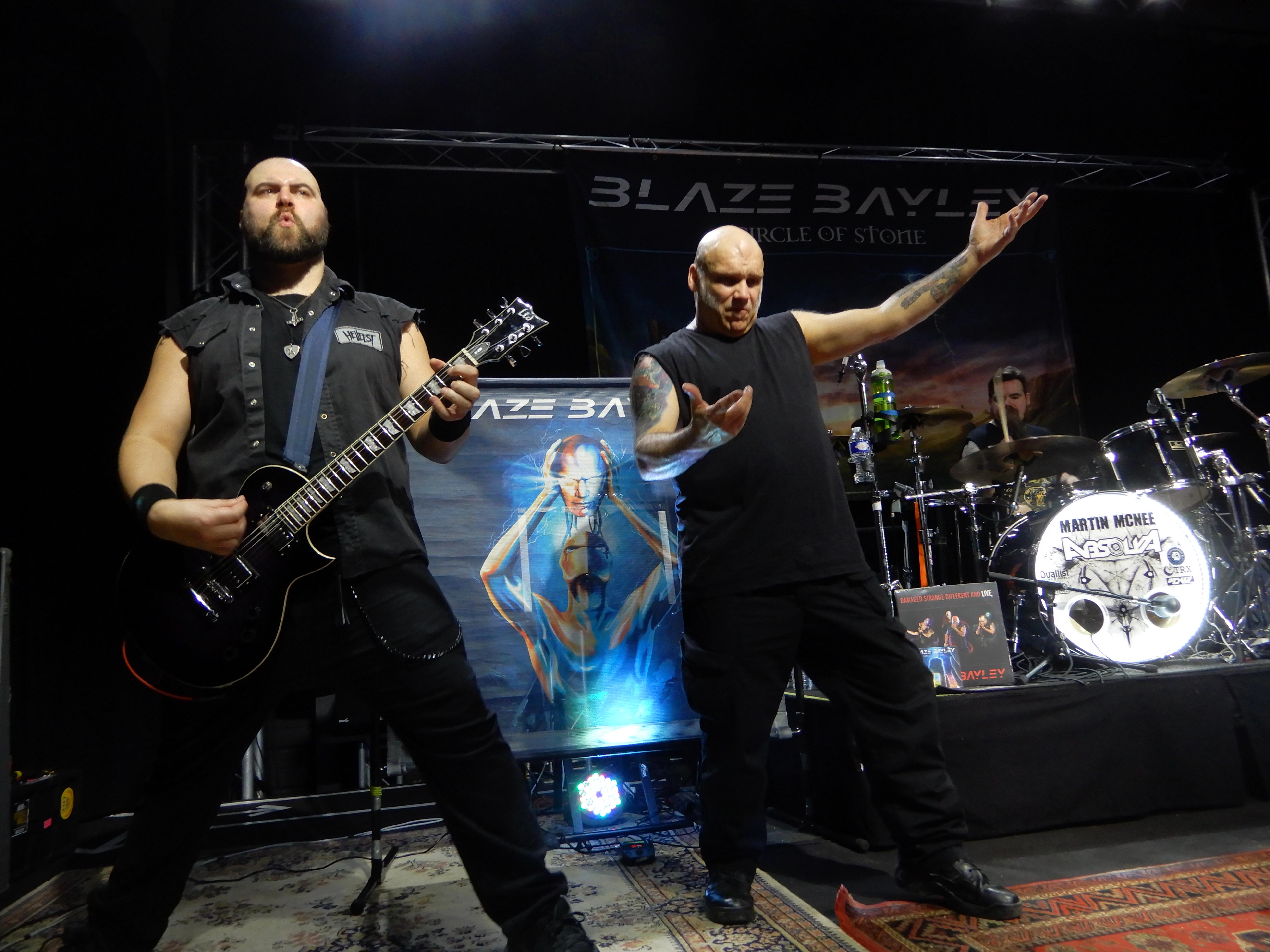
En concert à La Rochelle le 6 mars 2024

En mars 2023, il est victime d'un infarctus du myocarde et est contraint de reporter sa tournée à venir.
Le 23 février 2024, Blaze Bayley sort son dernier album studio en date, Circle of Stone qui a été très bien accueilli. Il part ensuite en tournée en 2025 pour les 25 ans de son premier album solo Silicon Messiah avec des dates en France à La Rochelle, Clermont-Ferrand, Lyon, Nancy et Mennecy. 

## Discographie

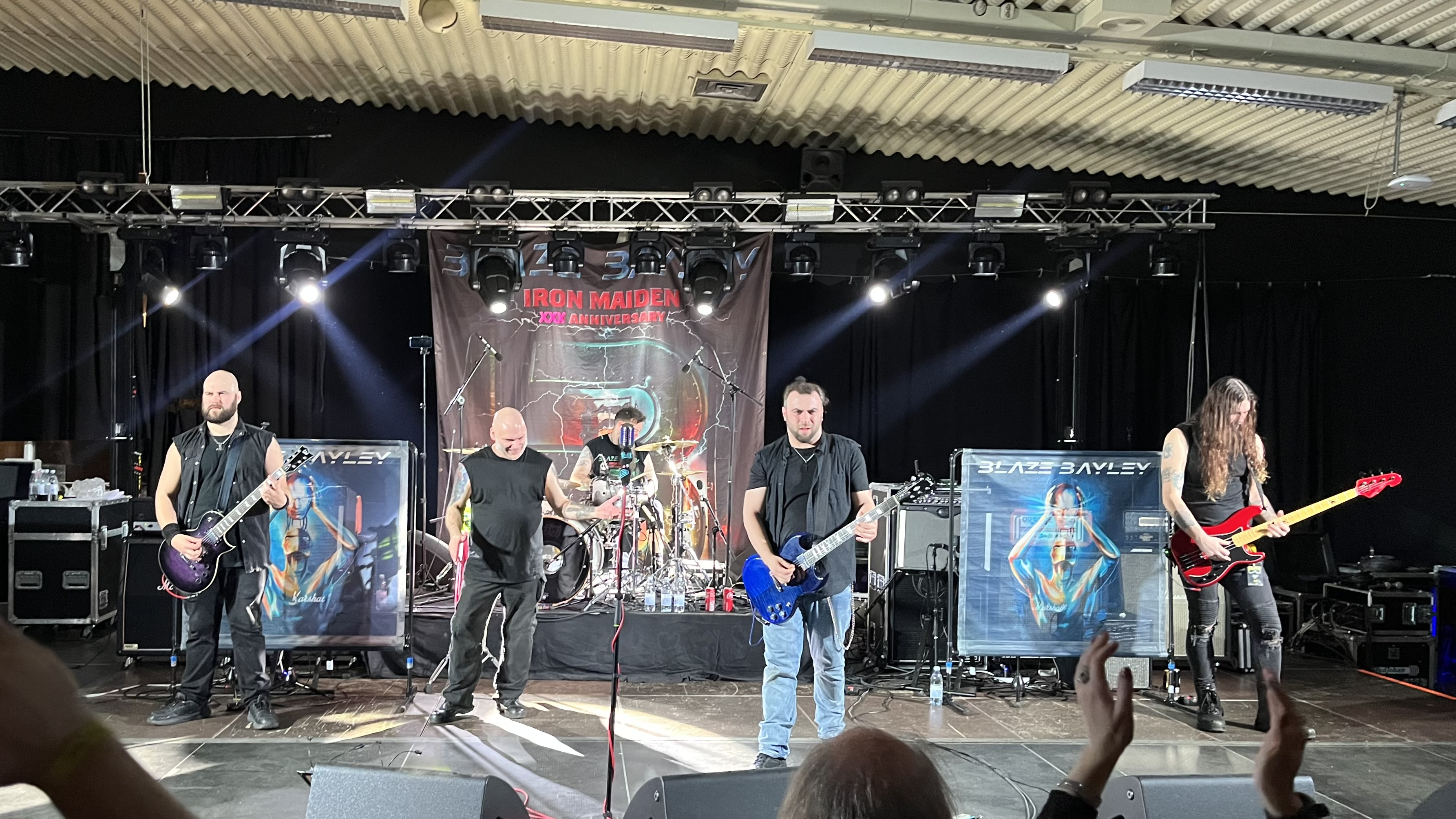
Bayley et son groupe au concert du Metal Fest au Huskvarna Folkets Park en 2024

### Wolfsbane
- 1985 : Wolfsbane (demo)
- 1987 : Dancin' Dirty (demo)
- 1988 : Clutching at Straws (single)
- 1988 : Loco! (EP)
- 1988 : Wasted but Dangerous (EP)
- 1989 : I Like It Hot (single)
- 1989 : Shakin' (single)
- 1989 : Money to Burn (EP)
- 1989 : Live Fast, Die Fast
- 1990 : Steel / Paint The Town Red (single)
- 1990 : All Hell Is Breaking Loose Down At Little Katy Wilson's Place
- 1991 : Ezy (single)
- 1991 : Down Fall the Good Guys
- 1992 : After Midnight (single)
- 1993 : Massive Noise Injection (live)
- 1993 : Massive Noise EP
- 1994 : Wolfsbane
- 1994 : Everything Else (EP)
- 2001 : Lifestyles of the Broke and Obscure (compilation)
- 2009 : Howling Mad Shitheads: The Best of Wolfsbane (compilation)
- 2011 : Did It for the Money (EP)
- 2012 : The Lost Tapes: A Secret History (live)
- 2012 : Wolfsbane Saves The World
- 2015 : Rock! (EP)
- 2018 : Go Loco at The Asylum (live)
- 2022 : Genius
- 2025 : Live Faster... (Re-recorded)

### Iron Maiden
- 1995 : The X Factor
- 1996 : Best of the Beast (compilation)
- 1998 : Virtual XI

### Blaze
- 2000 : Silicon Messiah
- 2002 : Tenth Dimension
- 2003 : As Live As It Gets (Live - 2 cd)
- 2004 : Blood & Belief

### Blaze Bayley
- 2007 : Alive in Poland (2 cd & DVD)
- 2008 : The Man Who Would Not Die
- 2009 : The Night That Will Not Die (Live - 2 cd)
- 2010 : Promise and Terror
- 2012 : The King Of Metal
- 2013 : Russian Holidays (5 titres)
- 2013 : Soundtracks Of My Life (2cd)
- 2014 : Soundtracks Of My Life (Live in Prague - DVD)
- 2016 : Infinite Entanglement
- 2017 : Endure And Survive (Infinite Entanglement Part II)
- 2018 : The Redemption Of William Black (Infinite Entanglement Part III)
- 2018 : December Wind (with Thomas Zwijsen)
- 2019 : Live in France (2 cd & DVD)
- 2020 : Live in Czech (2 cd & DVD)
- 2021 : War Within Me
- 2023 : Damaged Strange Different And Live (1 cd)
- 2024 : Circle Of Stone